# Gustaf Orræus
Gustaf Orræus (ryska: Густав Орреус), född 20 augusti 1738 i Taipalsaari, död 1 september 1811 i Sankt Petersburg, var en finländsk-rysk läkare.

## Biografi
Prästsonen Orræus blev student vid Kungliga Akademien i Åbo 1752 och filosofie magister 1760. Han hade emellertid redan 1755 som filosofie kandidat lämnat Finland och inträtt i den vid det stora militärsjukhuset i Sankt Petersburg befintliga skolan för utbildning av arméläkare, blev samma år underkirurg vid nämnda anstalt och 1757 kirurg vid ett infanteriregemente, med vilket han deltog i Sjuårskriget mot Preussen.
Orræus blev senare operatör vid marinhospitalet, erhöll 1768 medicine doktors värdighet av det samma år stiftade Medicinska kollegiet och sändes 1770 att motverka den bland de i kriget mot Osmanska riket deltagande ryska trupperna utbrutna pesten. Knappt hade han, sedan han med stora ansträngningar lyckats få trupperna bättre lägrade och förplägade, uppnått en betydande förbättring i förhållandena, innan han återkallades samt 1771 sändes till Moskva, där pesten också utbrutit. Genom sitt energiska uppträdande bidrog han i hög grad till att motverka sjukdomen.
Orræus var 1772–76 stadsfysikus i Moskva och flyttade sedan till en egendom i närheten av Sankt Petersburg. Där ägnade han sig åt en ganska omfattande skriftställarverksamhet. Förutom en mängd avhandlingar rörande lantbruket och kreaturssjukdomar (i Fria ekonomiska sällskapets i Sankt Petersburg "Acta") utgav han 1784 ett större arbete: Descriptio pestis, quæ anno 1770 in Jassia et 1771 in Moscua grassata est. År 1803 utnämndes han till ledamot i rikets medicinalråd och 1808 till medlem av Mediko-kirurgiska akademien i Sankt Petersburg, från vilka bägge befattningar han 1810 erhöll avsked.